# Триактна структура

Візуальне представлення триактної структури, описаної Сідом Філдом у його книзі «Сценарій: Основи сценарного сценарію»

Триактна структура — модель, яка використовується в оповідній літературі, яка ділить історію на три частини (акти), які часто називають «Постановкою», «Протистоянням» і «Розв'язкою». Вона була популяризований Сідом Філдом у своїй книзі 1979 року «Сценарій: Основи сценарного мистецтва». На підставі його рекомендації про те, що п'єса має «початок, середину та кінець», структуру хибно приписували Аристотелю, який фактично стверджував, що структура складається з двох актів, що складається з «ускладнення» та «розв'язки», розділених на перипетії.

## Драматичне питання
З розвитком історії сюжет зазвичай розвивається таким чином, що виникає питання «так» чи «ні», головне драматичне запитання. Наприклад, чи отримає хлопець дівчину? Чи врятує герой ситуацію? Чи розгадає детектив таємницю? Чи впіймають злочинця правоохоронні органи та притягнуть до відповідальності? Чи буде головний герой убитий втікачем? Відповідь на це питання треба знайти в кульмінаційному моменті повісті. Відповідь часто так; ні; може бути; так, але… ; чи ні…, і що більше…

## Структура
Перша дія, або початкова розповідь, зазвичай використовується для експозиції, щоб визначити головних героїв, їхні стосунки та світ, у якому вони живуть. Пізніше в першій дії відбувається динамічний інцидент, відомий як спонукальний інцидент, або каталізатор, який стикається з головним героєм (протагоністом). Спроби головного героя впоратися з цим інцидентом призводять до другої й більш драматичної ситуації, відомої як перша сюжетна точка, яка (а) сигналізує про кінець першої дії, (б) гарантує, що життя головного героя більше ніколи не буде таким, як раніше. і (c) піднімає драматичне питання, відповідь на яке буде дано в кульмінаційному моменті фільму. Драматичне запитання має бути сформульоване в термінах заклику головного героя до дії (чи поверне X діамант? чи отримає Y дівчину? чи схопить Z вбивцю?).
Друга дія, яку також називають наростаючою дією, зазвичай зображує спробу головного героя розв'язати проблему, започатковану першим поворотним моментом, лише для того, щоб опинитися в ситуації, що дедалі погіршується. Однією з причин, чому герої, здається, не можуть розв'язати свої проблеми, є те, що вони ще не мають навичок, щоб впоратися з силами антагонізму, які протистоять їм. Вони повинні не тільки навчитися нових навичок, але й досягти вищого відчуття того, ким вони є і на що вони здатні, щоб справлятися зі своїм скрутним становищем, що, своєю чергою, змінює те, ким вони є. Це називається розвитком персонажа або аркою персонажа. Цього неможливо досягти поодинці, і їм зазвичай допомагають і підбурюють наставники та співучасники.
У третій дії — розв'язка повісті та її сюжетні лінії. Кульмінація — сцена чи послідовність, у якій основні напруги історії досягають найгострішої точки й отримується відповідь на драматичне запитання, залишаючи головному герою та іншим героям нове відчуття того, ким вони є насправді.